# Родезийская партия действия
Родезийская партия действия (англ. Rhodesian Action Party) — родезийская партия 1977—1979, оппозиция справа Родезийскому фронту Яна Смита. Стояла на крайних позициях родезийского национализма, отстаивала правление белого меньшинства. Выступала за жёсткий курс, не только против уступок африканским повстанческим движениям, но и против соглашений с африканскими политическими организациями. Потерпела поражение на выборах, распущена после конституционного референдума, поддержавшего создание нового государства Зимбабве-Родезия.

## Оппозиция в Родезийском фронте
В 1965 британская колония Южная Родезия провозгласила независимость под властью партии белой общины Родезийский фронт (RF). Правительство возглавил Ян Смит. Независимая Родезия не была признана в мире, правление белого меньшинства характеризовалось как расистский режим (хотя, в отличие от ЮАР, в Родезии не было системы апартеида). Шла война между правительственными силами и африканскими повстанческими движениями — ЗАНУ Роберта Мугабе и ЗАПУ Джошуа Нкомо.
Военное превосходство однозначно было на стороне Родезии. Но международная изоляция не оставляла политических перспектив. С 1975 правительство Яна Смита начало консультации с умеренными африканскими организациями — ОАНС Абеля Музоревы, ЗАНУ-Ндонга Ндабанинги Ситоле, ЗУПО Джереми Чирау. Смит не соглашался на передачу власти чернокожему большинству, но готов был к коалиционному правлению. Однако и этот курс вызвал резкие протесты радикального крыла RF. Значительная часть правящей партии и белой общины в целом отвергала даже умеренные компромиссы. Крайним примером таких позиций являлась неонацистская Родезийская партия белых людей (RWPP), запрещённая в 1976 за антисемитизм.
Организационно-политическим выражением правоконсервативной оппозиции Смиту стало создание Родезийской партии действия (RAP). 4 июля 1977 двенадцать депутатов парламента Родезии, демонстративно вышли из RF и объявили об учреждении новой партии.

## Основатели партии
Первым президентом RAP был агробизнесмен табачного кластера и депутат парламента Ян Сандеман, выпускник Военной академии в Сандхерсте. Вскоре его сменила харизматичная сельская домохозяйка Ина Антуанетта Бэрси — жена фермера из Чинхойи, в 1965—1970 — депутат парламента от RF. В 1970 Бэрси вышла из RF, посчитав, будто Смит «отступает от принципов 1962 года» (в 1962 был учреждён RF). В 1974 Бэрси вновь баллотировалась в парламент как независимая, но избрана не была.
Национальным председателем RAP (вторая позиция в партии) партии был избран Ги Фердинанд Ларше — француз по национальности, инженер по профессии, перебравшийся в Родезию с Маврикия. Важную роль в партии играли его жена — бизнесвумен из Солсбери Эйлин Тереза Гилмор и политактивистка Мари де Шастенье Дюме-Дюваль, также маврикийка по происхождению.
Бывший председатель RF Дес Фрост, бывший заместитель председателя Гарольд Коулмэн, бывшие министры Реджинальд Купер, Витус де Кок, депутаты Ян Сандеман, Тед Саттон-Прайс составляли внутрипартийную оппозицию Смиту. Они резко противились уступкам чёрному большинству — например, в марте 1977 голосовали против поправки в закон о землевладении о передаче африканцам части белого земельного фонда. Примкнул к RAP и бизнесмен Кеннет Роджер, до запрета возглавлявший RWPP.

## Программа и политика
Идеологически RAP мало отличалась от RF. Партийная доктрина основывалась на родезийском национализме, белом национализме, консерватизме и антикоммунизме. В программной декларации говорилось о конструктивном урегулировании, об обществе, где «люди разных культур могут сосуществовать во взаимном уважении и безопасности». Лидеры подчёркивали, что не являются расистами. Выступления Кеннета Роджера, проникнутые неонацистским духом (он обвинял Смита в служении «коммуно-сионистскому заговору против христианской цивилизации»), не были характерны для партии в целом.
Однако залогом мирного развития признавалось белое правление в Родезии. Приход к власти представителей чёрного большинства понимался как гарантия хаоса и разрушения страны. При этом непримиримая вражда RAP к ЗАПУ и ЗАНУ мотивировалась не расовым, а идеологическим конфликтом: марксистским характером этих движений. Деятели RAP считали, что власть Мугабе или Нкомо неизбежно приведёт к установлению коммунистического режима. В качестве альтернативы RAP предложила «самоуправление расовых групп»: разделение социально-экономических систем на «чёрную» и «белую» и координацию через многорасовый орган, во главе с «самыми ответственными люди страны» — по умолчанию, белой расы. Ян Смит отклонил эту идею как нереалистичную.
Политика Смита характеризовалась RAP как «полное банкротство и отсутствие всякого лидерства». Дес Фрост говорил о курсе Смита как о «предательстве страны». Оппозиционеры обвиняли премьера в намерении эмигрировать в Австралию, где он якобы приобрёл ферму. В ответ Смит и его сторонники обвиняли создателей RAP в клевете и двуличии, называли «грязной дюжиной». Смит говорил, что уход таких членов избавляет партию от лишних проблем.
Социальную базу RAP находила среди белых фермеров, малого и среднего бизнеса Солсбери и Булавайо, инженеров и техников. Состоятельные сторонники партии обеспечивали финансирование предвыборной кампании и политической рекламы. Ина Бэрси подчёркивала, что поддержать RAP готовы тысячи крестьян-африканцев из деревень Машоналенда (здесь были распространены консервативные антикоммунистические настроения, формировались Вспомогательные силы безопасности). По её словам, эти люди понимали, что «потеряют больше, чем родезийцы европейского происхождения, если в Родезии установится Зимбабве». RAP пыталась организовать собственные переговоры с представителями ЗАПУ, оппозиционными Нкомо.
Родезийская партия действия выдвинула лозунг «Спасти Родезию!» Партия вела активную кампанию за сохранение прежнего порядка землевладения, ориентированного на белых фермеров. Документировались случаи нарушений со стороны африканцев, инициировались юридические разбирательства. Проводились совместные митинги с Родезийской национальной партией и Родезийским консервативным альянсом.
Появление RAP было замечено в СССР. Советская печать выражала опасение, что сторону RAP может принять командование родезийской армии. Генерал Питер Уоллс в середине 1977 действительно высказывался в сходном духе. Но армия традиционно оставалась «вне политики» и не вмешивалась в партийную борьбу.

## Поражение на выборах
Уход двенадцати депутатов побудил Смита назначить досрочные выборы в парламент. Родезийская партия действия выдвинула 46 кандидатов — из 50 «белых» округов. Партийный лозунг гласил: «Если предложения всего мира для Родезии не срабатывают — Родезия внесёт свои предложения всему миру». Это означало отвержение планов урегулирования как навязываемых иностранными силами — от Британии, США и НАТО до ОАЕ, СССР и Китая. Делалась амбициозная заявка на полный суверенитет Родезии в союзе с единственным дружественным государством — ЮАР.
Парламентские выборы состоялись 31 августа 1977. Полную победу одержал RF: более 85 % белых избирателей (на выборах 1974 — около 77 %). RF достались все 50 мандатов по «белой квоте» (ещё 8 депутатов избирались африканцами, прошедшими избирательный ценз, и 8 резервировались за племенными вождями). За RAP проголосовали около 9 % — значительно больше, чем за либеральную Силу национального единения (NUF), но несопоставимо меньше, чем за правящую партию. Стало очевидно, что белые родезийцы в подавляющем большинстве доверяют Яну Смиту и не ищут альтернативы RF. При этом конкуренция с либералами тоже была трудной: кандидаты NUF часто опережали представителей RAP; перевес определился значительно большим количеством кандидатов RAP по округам. Не привели к успеху и попытки RAP пройти в парламент на довыборах 1978.
3 марта 1978 Ян Смит, Абель Музорева, Ндабанинги Ситоле и Джереми Чирау подписали соглашение о внутреннем урегулировании. Учреждалось новое государство Зимбабве-Родезия, вводилась новая конституция, назначались выборы по принципу «один человек — один голос» — то есть с участием всего африканского населения. За белыми гражданами резервировались значительные позиции в законодательной власти и госаппарате, особенно в силовых структурах. Но парламентское большинство и руководство правительством переходило к умеренным африканским политикам. RAP организовала серию протестных акций. На партийных собраниях и митингах звучали призывы судить Смита за государственную измену. Важное место в пропаганде занимало описание партизанской жестокости, расправ с белыми гражданами. Предсказывался также насильственный отъём собственности белых.

## Прекращение существования
Соглашение утверждал конституционный референдум белой общины 30 января 1979. Родезийская партия действия призывала голосовать против. RAP и её сторонники были убеждены, что власть умеренных окажется недолговечна и откроет путь марксистам ЗАНУ и ЗАПУ. Однако более 85 % белых избирателей поддержали новую конституцию.
На следующий день Ина Бэрси сказала, что родезийцы «продали души дьяволу и по заслугам пожнут плоды бури». Она выразила сожаление, что «борцы за права и будущее не смогли сказать своё слово», заявила о роспуске Родезийской партии действия и собственном решении эмигрировать.
Как и предполагали деятели RAP, Зимбабве-Родезия и умеренное правительство Музоревы просуществовали недолго. ЗАНУ и ЗАПУ не прекращали партизанскую войну, международное сообщество не признавало и этого государства. Уже в конце 1979 Музорева и Смит вынуждены были принять решения Ланкастерхаузской конференции. 18 апреля 1980 независимость Зимбабве была провозглашена под властью ЗАНУ во главе с Мугабе. Некоторые из мрачных прогнозов RAP претворились в жизнь, особенно в ходе земельной реформы 2000-х годов. Бывшие деятели RAP эмигрировали либо оставили политическую деятельность. 72-летняя Ина Бэрси скончалась в ЮАР в 2000.